# V-pop
V-pop (xuất phát từ tiếng Anh: Vietnamese pop), còn gọi là nhạc pop Việt Nam, nhạc trẻ Việt Nam hay nhạc đại chúng Việt Nam trong tiếng Việt, là một thể loại tân nhạc trong công cuộc hiện đại hóa âm nhạc Việt Nam, sử dụng ngôn ngữ Việt hoặc có thể khác, hoặc có thể kết hợp cả hai, do người Việt sáng tác và biên soạn nhạc.

## Tên gọi
Tên gọi V-Pop lần đầu tiên xuất hiện tại miền Bắc, Việt Nam. Cụ thể là hai thành phố lớn có nền nghệ thuật phát triển hàng đầu là Hà Nội và Hải Phòng. Dòng nhạc nhẹ, nhạc pop đã trải qua một vài giai đoạn khác nhau như trong khoảng những năm 1960-1970, khi nhạc trẻ chưa lan rộng ra khắp cả nước, V-pop đã từng bao gồm trong đó một số xu hướng lúc bấy giờ như "Nhạc trẻ", "Nhạc trẻ Sài Gòn" hay "Nhạc kích động" (theo cách gọi của người dân với những bản nhạc sôi động thời bấy giờ). Sau năm 1975, tên gọi "nhạc trẻ" vẫn tiếp tục được sử dụng, tuy nhiên tên gọi đó chỉ là một thuật ngữ sử dụng trong các bản nhạc đỏ, dân ca sôi động, vui tuơi còn các thể loại nhạc trẻ khác (cùng với nhạc vàng), đều bị cấm do hoàn cảnh đất nước thời đó. Kể từ thập niên 1990, khi cả nước đang mở cửa hội nhập với thế giới, cụm từ "Nhạc nhẹ" dần xuất hiện và sau đó là "Nhạc trẻ Việt Nam" xuất hiện vào đầu những năm 2000 cho đến khi tên gọi V-pop (tên đầy đủ là Vietnamese pop) được nhắc đến lần đầu tiên vào năm 2005 tại Hà Nội và Hải Phòng, theo xu hướng Việt Nam giai đoạn đó đang hội nhập sâu rộng về nhiều lĩnh vực, trong đó có nghệ thuật.

## Lịch sử

### Thời kỳ đầu

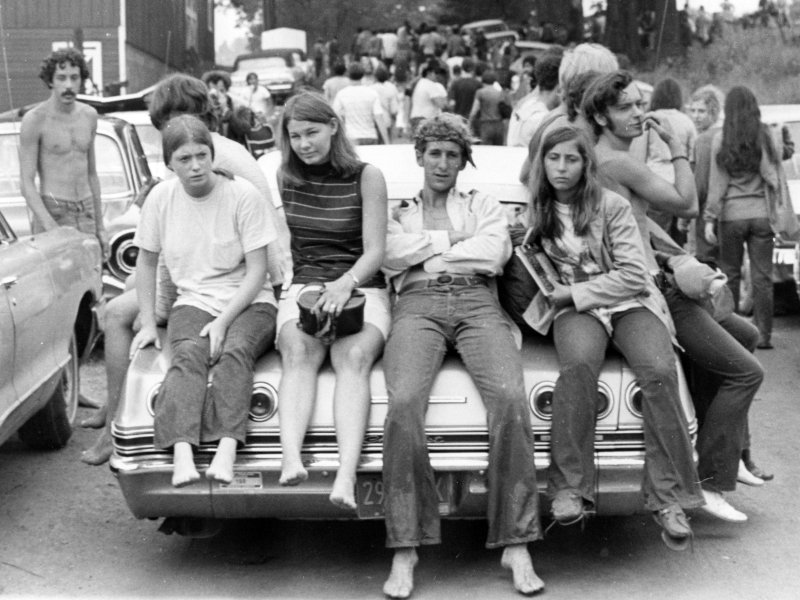
Sự du nhập văn hóa Hippie vào những năm 1960-1970 tại thủ đô Sài Gòn (Việt Nam Cộng hòa), đã tạo ra làn sóng âm nhạc mới với tên gọi "Nhạc trẻ Sài Gòn" vào thời điểm đó (tiền thân của dòng nhạc V-pop ngày nay)

Sự du nhập văn hóa tự do Mỹ và văn hóa Hippie góp phần hình thành nền nhạc nhẹ trong thời kỳ đỉnh cao của phong trào Tân nhạc Việt Nam vào thập niên 1960. Thủ đô Sài Gòn của Việt Nam Cộng hòa là nơi khai sinh ra làn sóng nhạc trẻ trong nước mà dân chúng thường gọi là "Nhạc trẻ Sài Gòn" gồm những ca sĩ có tên tuổi như Ban nhạc Phượng Hoàng, Elvis Phương, Trường Kỳ, Nam Lộc, Tùng Giang, Thanh Lan, Carol Kim, hay nhạc trẻ bình dân, còn gọi là "kích động nhạc" của Mai Lệ Huyền, Hùng Cường,... cùng với pop và rock, ballad bằng ba ngôn ngữ chính là tiếng Việt, tiếng Pháp và tiếng Anh. Nhạc trẻ có tiết điệu nhanh và mới mẻ,lạ, lời ca dễ hiểu với các nhạc sĩ Lê Hựu Hà, Nguyễn Trung Cang...
Khi chiến tranh Việt Nam leo thang cùng với khủng hoảng kinh tế, đặc biệt hơn là sau sự kiện 30 tháng 4 năm 1975 khi Sài Gòn thất thủ, nhiều người Việt di tản ra nước ngoài để tránh chính quyền cộng sản còn nhạc trẻ tự do ngưng hoạt động trong nước, chỉ tiếp tục hoạt động tại hải ngoại để phục vụ cộng đồng người Việt tị nạn tại đó.

### Thời kỳ hậu Chiến tranh
Sau khi kết thúc Chiến tranh Việt Nam và thống nhất đất nước (1976), cùng với sự bao vây cấm vận của Mỹ, những ca khúc nhạc trẻ, nhạc vàng đều bị cấm hoạt động, vì bị xem là mang tính chất ủy mị. Chỉ những ca khúc truyền thống cách mạng (nhạc đỏ) hoặc dân ca được phép phổ biến. Nhiều nghệ sĩ rời Việt Nam sang Mỹ vì thiếu tự do sáng tác, các ca khúc từng được hát trong nước đều được biểu diễn lại. Vào đầu thập niên 80, một số công ty thu âm chuyên phục vụ người Việt tại hải ngoại như Trung tâm Thúy Nga, Vân Sơn Entertainment, Asia Entertainment... xuất hiện với các show Paris By Night, Vân Sơn Show, Asia... giúp các nghệ sĩ hải ngoại có cơ hội được biểu diễn.

### Đầu thập niên 1990: Mở cửa thị trường
Vào thời kỳ Đổi Mới, nhạc trẻ dần khôi phục trở lại. Năm 1993, Liên hoan Các ban nhạc nhẹ toàn quốc được tổ chức tại Đà Nẵng với thành phần ban giám khảo là các nhạc sĩ tên tuổi bao gồm nhạc sĩ Thanh Tùng, nhạc sĩ Dương Thụ, nhạc sĩ Nguyễn Cường cùng những nhạc sĩ khác. Ban nhạc Phương Đông, bao gồm ca sĩ Thanh Lam, nhạc sĩ Quốc Trung (keyboard, hòa âm—phối khí chính cho ban nhạc), cùng "'bộ sậu' anh tài của nhạc nhẹ Hà Nội" lúc bấy giờ là Ngọc Quân (trống), Vũ Hà (bass), Lương Bình (guitar chính) và Trần Mạnh Tuấn (saxophone). Ban nhạc đã thắng giải nhất tại cuộc thi, cùng hạng hai thuộc về Hoa Sữa, ban nhạc của nhạc sĩ Vũ Quang Trung, giúp giọng ca 17 tuổi Mỹ Linh khi ấy giành giải "Ca sĩ trẻ gây ấn tượng." Hạng ba của liên hoan đã thuộc về nhóm nhạc rock Đen Trắng của cặp đôi Ngọc Lễ và Phương Thảo.

### 1997: Bùng nổ với thời kỳ Làn Sóng Xanh

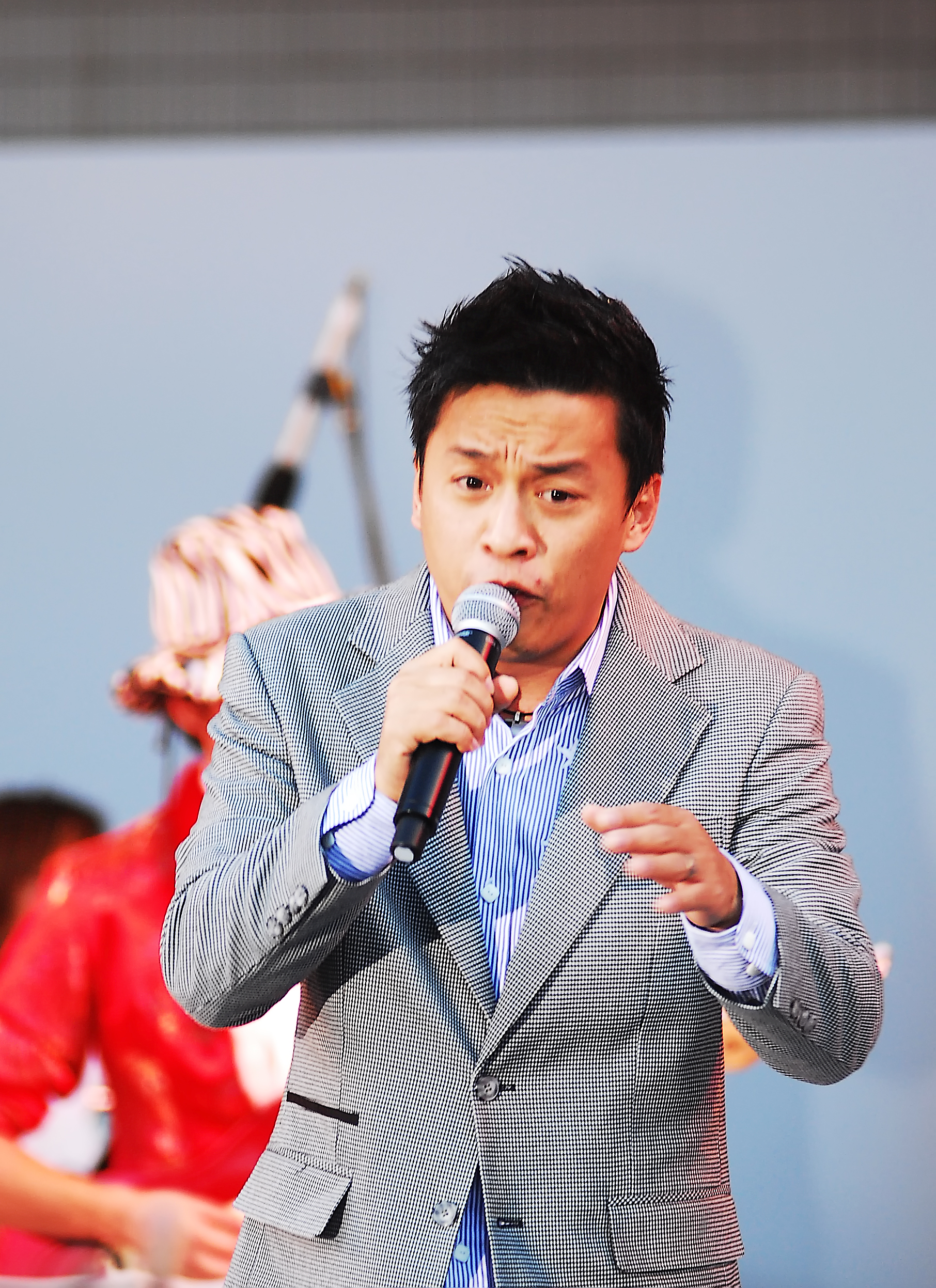
Lam Trường là nam ca sĩ tiêu biểu của thời kỳ Làn Sóng Xanh

Khi Nhà nước Việt Nam thực hiện chính sách mở cửa vào những năm 90 và bình thường hóa ngoại giao với Hoa Kỳ vào năm 1996, V-pop đã hoạt động trở lại bình thường, nhưng sau một thời gian vắng bóng thì ngành công nghiệp âm nhạc bị suy sụp và giải thể, thị trường âm nhạc trở về lạc hậu, quay về từ con số 0, cho đến năm 1997, giải thưởng Làn Sóng Xanh đã mở màn cho sự phát triển của nhạc trẻ, đầu tiên ca sĩ Lam Trường với "Tình Thôi Xót Xa" đã tạo nên cơn sốt nhạc trẻ tại Thành phố Hồ Chí Minh tạo dấu ấn khởi đầu, mở cửa mạnh mẽ cho dòng nhạc thị trường trong thời kỳ phát triển của nền tân nhạc Việt Nam.

### Thập niên 2000: Hội nhập với văn hóa thế giới

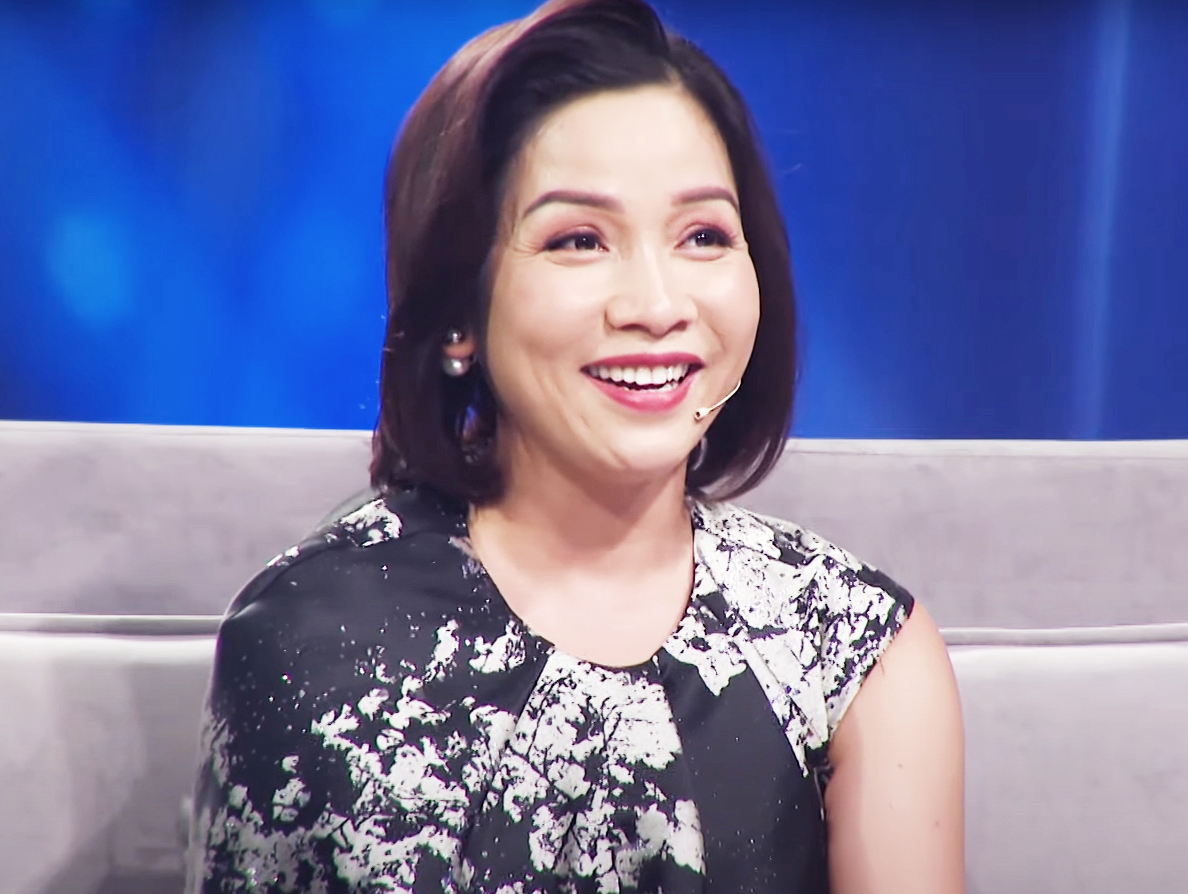
Mỹ Linh là một trong những ca sĩ V-pop thành công nhất từ cuối thập niên 1990 đến xuyên suốt thập niên 2000

Đầu những năm 2000, hàng loạt ca sĩ có tên tuổi như Hồng Nhung, Thu Phương, Hồ Quỳnh Hương, Mỹ Tâm, Mỹ Linh, Thanh Lam, Phương Thanh, Đan Trường, Thanh Thảo, Tam ca Áo Trắng... đều tạo ra những bản hit mang phong cách nhạc nhẹ hay sôi động, trẻ trung. Đang trong thời kỳ hội nhập, một số nghệ sĩ nước ngoài cũng hợp tác với thị trường Việt Nam để giúp đỡ phát triển mạnh mẽ vào làng V-pop, ở trong nước các ca sĩ hiện đại, mới nổi như Hoàng Thùy Linh,Bảo Thy, Khởi My,Tóc Tiên, Hương Tràm, Soobin Hoàng Sơn, Sơn Tùng M-TP,... đều có những bản hit mới mẻ hơn, thậm chí còn vừa sáng tác vừa biểu diễn, mang giai điệu R&B mạnh mẽ ra khắp cả nước.

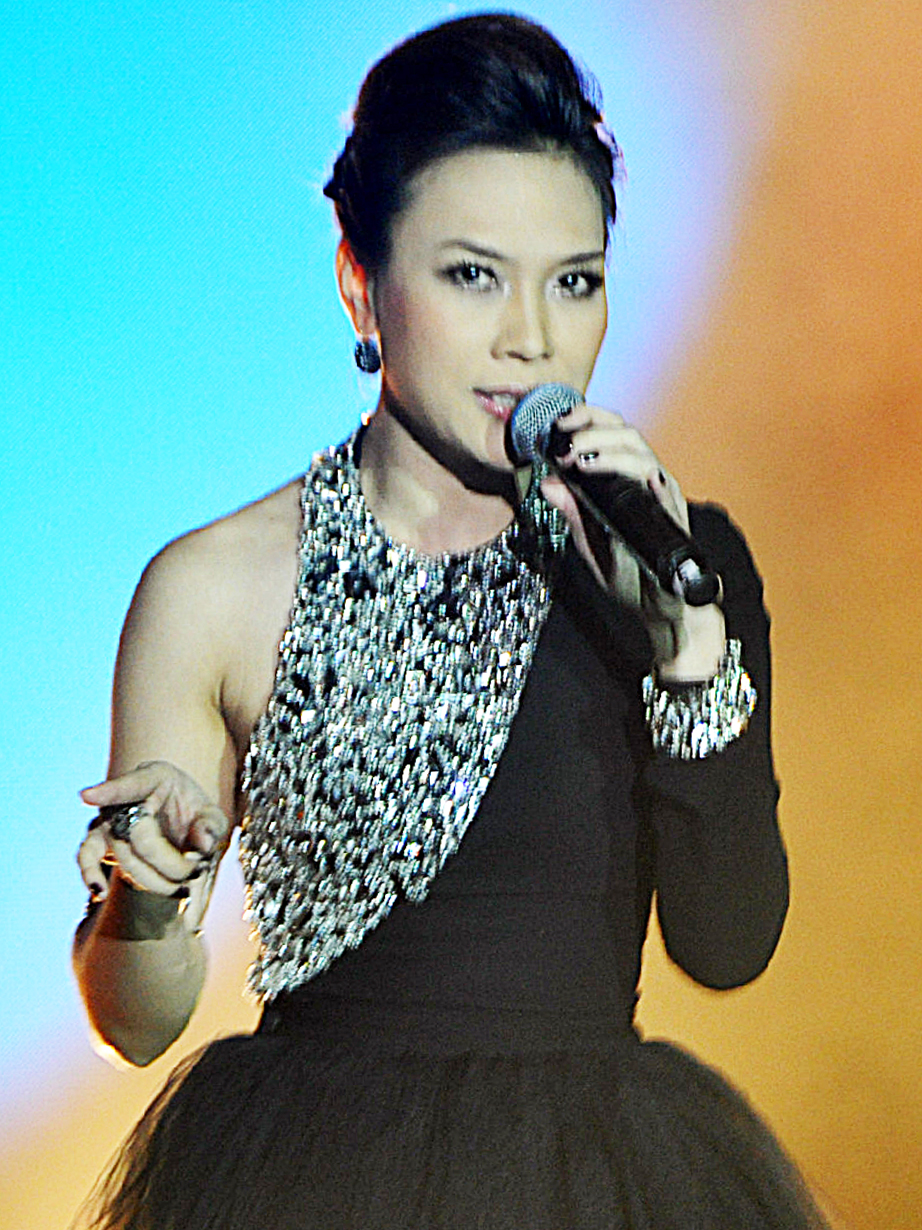
Mỹ Tâm là nữ ca sĩ đại diện cho nền âm nhạc V-pop những năm 2000

Ca sĩ Mỹ Linh trong thời kì này vẫn giữ vững phong độ, khi trở thành giọng ca người Việt đầu tiên nhận được lời đề nghị kí hợp đồng thu âm từ hai công ty giải trí của Mỹ là Blue Tiger và Maximus Studios. Cô cũng dành được thành tích lớn tại Nhật Bản, khi đạt vị trí số một trên bảng xếp hạng "Album của tháng" với phiên bản tái phát hành của CD “Made in Vietnam” vào năm 2007.
Đặc biệt hơn, chương trình ca nhạc mang tên Liên hoan bài hát Châu Á (Asia Song Festival) được tổ chức tại Hàn Quốc tạo nên sự hội nhập, trao đổi kinh nghiệm giữa nhiều nước tham gia và đã có các ca sĩ tham gia chương trình này, điển hình Mỹ Tâm (2003 & 2004), Mỹ Linh (2005), Hồ Quỳnh Hương (2006 & 2008), Lam Trường (2007) và Hồ Ngọc Hà (2009).
Cho đến năm 1995 khi Việt Nam trở lại quan hệ ngoại giao với Hoa Kỳ thì ngày càng nhiều nghệ sĩ trẻ xuất hiện với nền âm nhạc hiện đại thay đổi đáng kể, ví dụ như ca sĩ Trish Thùy Trang, Minh Tuyết, Tuấn Ngọc, Nguyễn Hưng, Bằng Kiều, Dương Triệu Vũ, Don Hồ, Lâm Nhật Tiến, Nguyễn Thắng, Andy Quách,... mặc dù việc hoạt động tại hải ngoại không có gì thay đổi.

### V-pop ngày nay

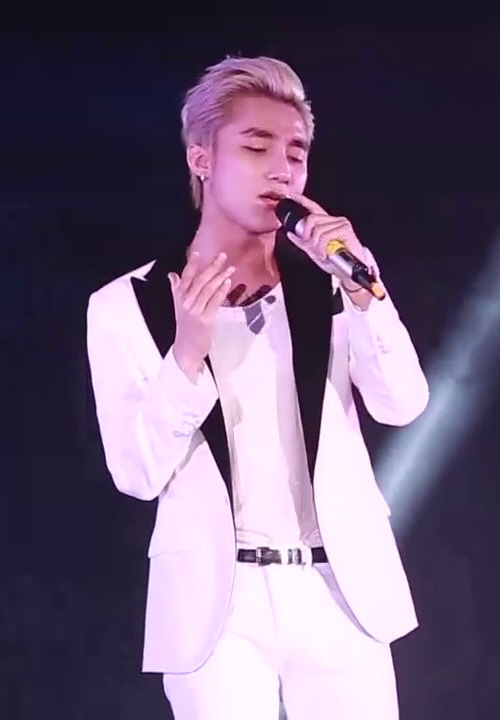
Sơn Tùng M-TP được coi là biểu tượng của nền âm nhạc V-pop ngày nay

V-pop ngày nay có chất rất riêng, nhưng cũng có những giao thoa ảnh hưởng qua lại với các nền âm nhạc khác của châu Á, Âu-Mỹ,... qua đó tạo nên những mảng màu sắc mới trong âm nhạc Việt Nam. Các cuộc thi âm nhạc Việt Nam bùng nổ một cách mạnh mẽ tạo nên làn sóng phát triển nền âm nhạc Việt như Vietnam Idol, The Voice, Ngôi sao Việt, Học viện ngôi sao,... đã tìm ra những tài năng kể đến Soobin Hoàng Sơn, Sơn Tùng M-TP, Uyên Linh, Hương Tràm, Văn Mai Hương, Trúc Nhân, Trung Quân, Phạm Hồng Phước... Năm 2012, ca sĩ Mỹ Tâm lập kỷ lục trên YouTube với ca khúc Chuyện như chưa bắt đầu nhưng do sơ suất kĩ thuật, trang YouTube của cô đã bị xóa và cô bắt đầu tài khoản YouTube mới. Ca sĩ Mỹ Linh và Mỹ Tâm cũng là niềm tự hào của V-pop khi hai nữ nghệ sĩ luôn được nhắc đến trong và ngoài nước, nhiều tạp chí, truyền hình quảng bá các sản phẩm âm nhạc của họ trên thế giới; Mỹ Linh và Mỹ Tâm cũng là ca sĩ Việt Nam nhận được giải thưởng quốc tế nhiều nhất. Ca sĩ Hồ Ngọc Hà cho ra mắt Hãy thứ tha cho em, cô cũng quảng bá hình ảnh của mình ở Đài truyền hình trung ương Trung Quốc (CCTV), Hồ Quỳnh Hương được tôn vinh ở Mnet Asian Music Award, Mỹ Tâm được tôn vinh là huyền thoại âm nhạc châu Á... Năm 2016, sau 7 năm vắng bóng, Việt Nam cũng có đại diện tham dự Asia Song Festival là Noo Phước Thịnh. Năm 2018, một trường hợp mới lạ là nhóm nhạc SGO48, là nhóm chị em với AKB48, nên âm nhạc của nhóm mang nặng phong cách J-pop khác biệt hoàn toàn so với những ca sĩ và nhóm nhạc phong cách K-pop dạo gần đây.

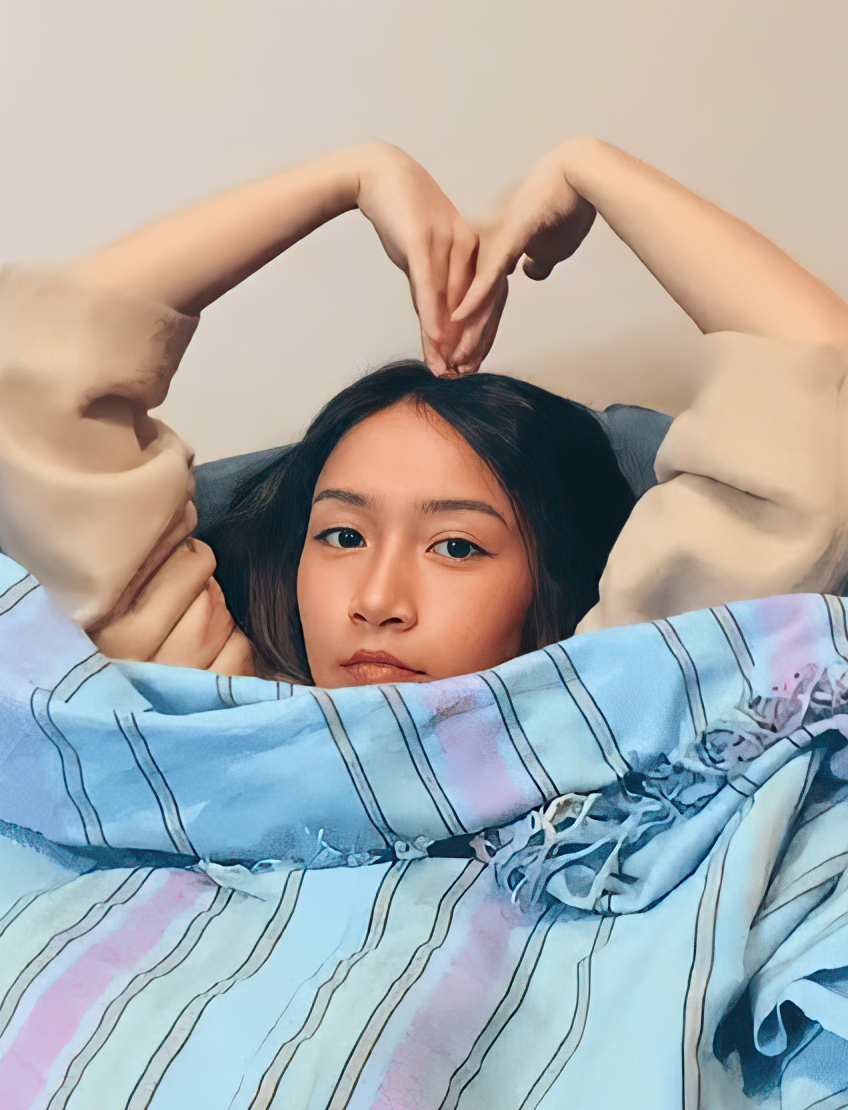
Mỹ Anh - làn sóng mới cho V-pop thế hệ Z

Nhiều ca sĩ Việt Nam được tôn vinh trong các giải thưởng thế giới như Mỹ Linh, Mỹ Tâm, Thu Minh, Hồ Quỳnh Hương,  Hoàng Thùy Linh...
Nếu như nói đến nữ ca sĩ nữ V-pop người ta nghĩ ngay đến Mỹ Linh, Mỹ Tâm, Thu Minh, Hồ Ngọc Hà, Hoàng Thùy Linh, Dương Hoàng Yến, Bích Phương,... thì với các ca sĩ nam không thể không nói đến Đan Trường, Tuấn Hưng,Erik,Sơn Tùng M-TP, Soobin Hoàng Sơn, Ngô Kiến Huy,... Cái tên mà người hâm mộ quan tâm nữa đó là Thanh Bùi - ca sĩ người Úc gốc Việt tạo nên làn sóng ở Việt Nam và trên thế giới với các ca khúc như Where did we go wrong, Và tôi đã yêu, Lặng thầm một tình yêu,...Thanh Bùi cũng là một nhạc sĩ nổi tiếng ở Việt Nam và ở trên thế giới, các ca khúc của anh ấy được yêu thích ở Úc, Đức, Hàn Quốc, Nhật Bản, Thái Lan, Singapore... phải kể đến Danger (BTS), Picture of you (DBSK), Something 'about you (2AM), Hello (KAT-TUN)...
Hiện nay, các thế hệ ca sĩ trẻ đang dần làm thay đổi bộ mặt V-pop như Sơn Tùng M-TP, Soobin Hoàng Sơn, Hoàng Thùy Linh,... với các MV hút hàng triệu lượt xem trên YouTube.
Ba nghệ sĩ Mỹ Linh, Mỹ Tâm và Đan Trường là những nghệ sĩ có lượng tiêu thụ đĩa nhạc cao nhất lịch sử V-pop. Cả ba người đều đã bán được khoảng 2 triệu bản thu âm.

## Trở nên nổi tiếng toàn thế giới

### Các chương trình hải ngoại

#### Phát hành album
Giữa tháng 9 năm 2007, Mỹ Linh đã phát hành lại ba album cũ của mình bao gồm Made in Vietnam (2003), Chat với Mozart (2005) và Để tình yêu hát (2006) với sự giúp đỡ từ hãng đĩa Pony Canyon tại Nhật Bản. Made in Vietnam sau đó đã được đài phát thanh Radio-I tại thành phố Nagoya, Aichi bầu chọn là album hay nhất của tháng.
Cuối năm 2006, Mỹ Tâm đã thực hiện album thứ năm của mình mang tên Vút bay tại Hàn Quốc và phát hành album của mình tại đây và Việt Nam, theo đề nghị của công ty Nurimaru Pictures.

### Bùng nổ ra thế giới bằng mạng Internet
Những năm gần đây, V-pop bắt đầu được cộng đồng quốc tế chú ý nhiều vì các ca sĩ trẻ với phong cách âm nhạc hoàn toàn mới như Sơn Tùng M-TP, Vũ Cát Tường, Min, Tóc Tiên, Hoàng Thuỳ Linh, nhóm nhạc Monstar, Binz,... Nhiều ca khúc, album đã lọt vào nhiều bảng xếp hạng âm nhạc danh giá quốc tế. V-pop dần trở nên đi đầu trong nền công nghiệp âm nhạc Đông Nam Á. Đặc biệt là Sơn Tùng M-TP, nhiều ca khúc của anh đã đạt được thứ hạng cao trên bảng xếp hạng âm nhạc quốc tế, lọt top thịnh hành nhiều quốc gia và vùng lãnh thổ trên YouTube. Trên mặt trận YouTube, nhiều nhóm nhạc và ca sĩ trẻ như Sơn Tùng M-TP, Soobin Hoàng Sơn, Da LAB, Vũ đều khá thành công khi bài hát đạt lượng người xem lớn. Tại nền tảng phát trực tuyến Spotify, bài hát "Hãy trao cho anh" phát hành năm 2019 của Sơn Tùng M-TP với hơn 9 triệu lượt phát hiện đang là bài hát có nhiều lượt nghe nhất Việt Nam trên nền tảng này. Album Tâm 9 của Mỹ Tâm đã lọt và đạt đỉnh tại vị trí #10 tại bảng xếp hạng Billboard World Album.
Năm 2019, Sơn Tùng M-TP đã hợp tác cùng rapper nổi tiếng thế giới Snoop Dogg phát hành ca khúc "Hãy trao cho anh" ("Give It to Me"), ca khúc không chỉ gây tiếng vang lớn tại Việt Nam mà còn lọt vào top thịnh hành YouTube của nhiều nước trên thế giới bao gồm: Hoa Kỳ, Hàn Quốc, Úc, Canada, Singapore, Đài Loan,... Ngoài ra anh còn được các trang báo nổi tiếng trên thế giới viết bài khen ngợi bao gồm: The Source trang báo điện tử chuyên về Hip Hop của Mỹ khen ngợi và gọi anh là Hiện tượng của Châu Á, được giải thưởng thế giới là World Music Awards dành lời khen có cánh và gọi anh là "Ông hoàng nhạc Pop và được đăng tải bài viết riêng trên trang tạp chí âm nhạc lớn nhất thế giới Billboard, ngoài ra trang tin Star News của Hàn Quốc cũng đăng tài bài viết và gọi anh là "một trong những ngôi sao nổi tiếng hàng đầu của V-pop". Cuối năm 2019, Vũ Cát Tường cho ra mắt album song ngữ Anh-Việt được thu âm tại Hollywood, Hoa Kỳ. Album đã được xuất hiện trên website của Billboard Mỹ. Ngoài ra, Vũ Cát Tường còn đại diện cho Việt Nam tham dự Asia Song Festival 2 năm liên tiếp tại Hàn Quốc và được đài MBC Hàn Quốc đưa tin.
Năm 2020, trước đại dịch COVID-19, Min và Erik đã ra mắt ca khúc tuyên truyền "Ghen Cô Vy", bài hát dần trở nên nổi tiếng toàn thế giới và được nhiều tạp chí âm nhạc nổi tiếng như Billboard khen ngợi. Năm 2021 được xem như một dấu mốc thành công của Vpop khi Mỹ Anh - con gái diva Mỹ Linh đạt danh hiệu Á quân Thần tượng đối thần tượng trong đêm chung kết diễn ra vào tháng 11. Sau đó, cô biểu diễn tại lễ hội âm nhạc Head in the Clouds được tổ chức bởi hãng đĩa 88rising, diễn ra tại sân vận động Rose Bowl, Los Angeles, Hoa Kỳ. Mỹ Anh còn được ghi danh tại quảng trường Thời Đại,  các đàn chị như Bích Phương, Hoàng Thùy Linh và Suboi. Spotify chọn cô làm gương mặt tiêu biểu cho chiến dịch EQUAL. Cũng trong năm này, Quang Hùng MasterD - nam ca sĩ trẻ sinh năm 1997 đã tạo nên T-wind tại Thái Lan, gây xôn xao thị trường nhạc pop xứ Chùa Vàng. Ca khúc Dễ Đến Dễ Đi (tiếng Thái: จากกันไปงายๆ, phát âm tiếng Thái: [Chạc-kan-pi-ngay-ngay]) trở nên gây bão- điều mà chưa từng nghệ sĩ Việt Nam nào có thể làm được bất ngờ gây sốt và trở thành một trào lưu trên TikTok tại Thái Lan. Fan Thái Lan lập tức đổ xô ủng hộ chàng trai Gen Z đến từ Việt Nam nồng nhiệt, điều mà chưa từng nghệ sĩ Việt Nam nào có thể làm được. Ca khúc có giai điệu và ca từ gần như trùng hợp với ca khúc Kon Jai Ngai (คนใจง่าย) của nam ca sĩ ICE Sarunyu nên có không ít những bạn trẻ, TikToker Thái Lan cover mashup cả hai ca khúc để tạo tiếng vang, tạo nên cú hit lớn nhằm nâng tên tuổi của Quang Hùng. Kể từ đó, có không ít các ca khúc của Quang Hùng MasterD đều được netizen Thái phổ lời tiếng Thái dịch từ tiếng Việt để cover "chiếm sóng" Youtube.
Dưới đây là một số bài hát hoặc giai điệu trong bài hát V-pop đã trở thành hiện tượng toàn cầu, tạo nên cơn sốt trên toàn thế giới.
| STT | Tên bài hát | Nghệ sĩ thể hiện | Album                              | Hãng thu âm                                      | Ngày phát hành      | Ghi chú |
| --- | ----------- | ---------------- | ---------------------------------- | ------------------------------------------------ | ------------------- | --- |
| 1   | Ghen Cô Vy  | Min ft. Erik     | Đĩa đơn nằm trong Dự án Ghen Cô Vy | Viện Sức khỏe nghề nghiệp và môi trường Việt Nam | 23 tháng 2 năm 2020 | Bài hát này, cùng MV và "Vũ điệu rửa tay" đã trở nên nổi tiếng trên thế giới khi được John Oliver khen ngợi trong chương trình Last Week Tonight with John Oliver của đài HBO ngày 1 tháng 3 năm 2020. Các phần của dự án sau đó đã trở thành hiện tượng lan truyền nhanh và được nhiều nơi trên thế giới xem là giai điệu ấn tượng cho chiến dịch chống lại Đại dịch Covid-19. Ngày 9 tháng 4 cùng năm, phiên bản tiếng Anh cho ca khúc chính thức được ra mắt. |
| 2   | See Tình    | Hoàng Thùy Linh  | LINK                               | Hãng đĩa Thời Đại, The Leader Entertainment      | 20 tháng 2 năm 2022 | Bài hát được lan truyền và nổi tiếng trên thế giới thông qua TikTok nhờ những clip hát lại ca khúc hay thực hiện động tác nhảy theo giai điệu nhạc được đăng tải và thu hút người xem. |

### Hợp tác quốc tế
Năm 2012, Thanh Bùi và Tata Young đã hợp tác phát hành ca khúc "Tình về nơi đâu / Where do we go" với 2 phiên bản tiếng Việt và tiếng Anh.
Năm 2014, Thanh Bùi và nhóm nhạc nam thần tượng nổi tiếng của Hàn Quốc là BTS đã hợp tác phát hành ca khúc "Danger (Remix ver.)".
Năm 2015, LIME và Obroject đã hợp tác phát hành ca khúc "Đừng vội / Take it slow / 서두르지마" với 2 phiên bản tiếng Việt và tiếng Hàn; Trang Pháp và Ty đã hợp tác phát hành ca khúc "Đêm / 밤".
Năm 2017, Suboi, Mino và ban nhạc The Band đã hợp tác phát hành ca khúc "Người ta hiểu"; Hồng Nhung và Nene đã hợp tác phát hành ca khúc "Lý cây bông" (OST Mẹ chồng).
Năm 2018, Soobin Hoàng Sơn và Jiyeon đã hợp tác phát hành ca khúc ''Đẹp nhất là em / 우리사이'' với 2 phiên bản tiếng Việt và tiếng Hàn; Hồ Quang Hiếu và Namewee đã hợp tác phát hành ca khúc "Saigon mưa rơi / 胡志明的雨 / Rain in Ho Chi Minh city" với 3 phiên bản tiếng Việt, tiếng Trung và phiên bản kết hợp giữa tiếng Việt và tiếng Trung.
Năm 2019 là năm đánh dấu nhiều sự kiện sao Việt hợp tác với nghệ sĩ quốc tế: Chi Pu đã hợp tác cùng Audrey Tapiheru, Cantika Abigail, Chu Chủ Ái, Laura Mam, Mạnh Giai, Namfon Indee, Palmy và Phyu Phyu Kyaw Thein phát hành ca khúc "Kid Mak" (OST Yêu nhầm bạn thân); Sơn Tùng M-TP đã hợp tác cùng rapper nổi tiếng thế giới Snoop Dogg phát hành ca khúc "Hãy trao cho anh"; Erik và nhóm nhạc nữ thần tượng nổi tiếng của Hàn Quốc là Momoland đã hợp tác phát hành ca khúc "Love is only you / 사랑은 너 하나"; JustaTee và Hyomin đã hợp tác phát hành ca khúc "Cabinet".
Năm 2020, cựu thành viên LIME - Ivone và Tetra đã hợp tác phát hành ca khúc "Better day"; Bùi Tuấn Ngọc và Namfon Kmn / Namfon Keomany đã hợp tác phát hành ca khúc "Cô gái Viêng Chăn / ສາວວຽງຈັນ".
Năm 2021, Suboi và Gavin.D đã hợp tác phát hành ca khúc "Together"; Pháo và rapper người Mỹ gốc Việt Tyga đã hợp tác phát hành ca khúc "2 phút hơn (DJ Kaiz) (Remake)"; Dương Domic và rapper Microdot - top 8 "Show Me The Money 4" đã hợp tác phát hành ca khúc "Candy".
Năm 2022, Quang Hùng và rapper nổi tiếng tại Thái Lan - F.Hero đã hợp tác phát hành ca khúc "Chỉ Còn Một Đêm".
Năm 2023, Đức Phúc đã cho ra mắt ca khúc "Em Đồng Ý (I Do)" kết hợp cùng nhóm nhạc quốc tế 911, Min và ca sĩ Mỹ gốc Việt thuy đã phát hành ca khúc "girls like me don't cry (remix)", Vũ và ban nhạc Hổng Kông Dear Jean đã hợp tác phát hành MV "Những Lời Hứa Bỏ Quên".
Nhiều nghệ sĩ âm nhạc khá nổi tiếng ở nước ngoài nhưng tại quê nhà Việt Nam lại khá ít được biết đến như Suboi, Monstar, SGO48, Quang Hùng MasterD.

## Hạn chế
Trên thế giới, các nền âm nhạc cũng đang vật lộn với tình trạng đạo nhạc và V-pop cũng không ngoại lệ. Một số ca khúc của Việt Nam thường lấy nhạc ngoại và làm lời Việt, song vấn đề tác quyền ở Việt Nam có nhiều tranh cãi. Một số ca sĩ bị gắn mác thảm hoạ như Phương My, HKT.
Nghệ sĩ Việt Nam, họ phải gặp rất nhiều rắc rối và một số thất bại của mình như điển hình là ca sĩ Mỹ Tâm đã có chiến dịch tấn công sang thị trường Hàn Quốc để cho ra một loạt đĩa đơn tiếng Hàn như Hãy đến với em, Ngày hôm nay, Dường như ta đã,... nhưng không mang lại sự thành công và chinh phục tại xứ sở kim chi mặc dù đã có sự giúp đỡ từ ông bầu Bi-Rain, tiếp đến chàng ca sĩ Nam Cường, khi anh phát hành album "It's me - Chính là anh" và phát hành tại Vương quốc Anh nhưng lại không mang mấy thành công, xem ra thị trường Việt Nam khó vượt qua biên giới và khó được ưa chuộng tại nước ngoài mặc dù họ rất cố gắng về kỹ năng của mình.
Rất nhiều ca sĩ đã làm ảnh hưởng không ít đối với những ca sĩ chân chính, nghiêm túc trong nghệ thuật. Họ là những người không có khả năng ca hát tự phong danh hiệu, bắt chước các ca sĩ quốc tế để được nổi tiếng, lăng xê quá mức...
Những năm gần đây cùng với sự bùng nổ của mạng Internet và ảnh hưởng của các nền âm nhạc khác như T-pop, K-pop, US-UK,... nhưng phần lớn hầu hết đều ảnh hưởng nặng từ C-pop; nhiều nghệ sĩ Việt đã dính vào những bê bối về đạo nhạc, đạo thơ,... Một vài ví dụ điển hình như Châu Đăng Khoa bị tố đạo nhạc, đạo thơ, Jack bị tố đạo nhạc thiếu nhi của Thái Lan bị cộng đồng mạng Thái Lan lên tiếng chỉ trích, bê bối tình cảm của Jack liên quan đến Running Man Việt Nam mùa 2 trở thành hệ lụy từ lối sống hưởng thụ, lệch chuẩn,... Nhiều nhóm nhạc bị tố là làm lố, ăn theo, thảm hoạ như Đại Lâm Linh với những ca khúc "gây tra tấn người nghe" như Cây nữ tu, Dệt tầm gai. Zero 9 (nay là Super 9) concept và âm nhạc hiphop giống NCT, logo đạo nhái EXO tuy nhiên lại luôn bị đánh đồng với BTS hay nhóm YounQ bắt chước phong cách của SNSD,...
Về vấn đề nhạc Hoa lời Việt và đạo nhạc Trung Quốc, điển hình là ca khúc nổi tiếng Sứ thanh hoa của nam ca sĩ Đài Loan Châu Kiệt Luân phát hành năm 2007, từ năm 2009 đến nay tại Việt Nam đã có không ít các bản lời Việt khác nhau nhan nhản, thậm chí còn có trường hợp đạo nhái Sứ thanh hoa và tạo nhạc beat có phần na ná ca khúc gốc, điển hình như Mơ hay Bức bình phong của Trịnh Thăng Bình, Goodbye my love và Thanh xuân của Đào Bá Lộc, Đom đóm của Jack hay Yêu đương khó quá thì chạy về khóc với anh của Erik,...
Hiện tại, nhiều ca khúc có ngôn từ dung tục, phản cảm hay còn gọi là “nhạc rác” đang được phổ biến rầm rộ trên các nền tảng mạng xã hội khiến dư luận không khỏi bức xức.
Những ngày vừa qua, dư luận không khỏi bức xúc xoay quanh ca khúc Censored từ rapper Chị Cả có nội dung cổ súy chuyện sai trái, xuyên tạc mối quan hệ bố chồng - nàng dâu theo hướng dung tục, phản cảm. Đáng nói là "nhạc rác" này ngày càng được nhiều người biết đến nhờ vào các clip "biến hình" trên nền tảng TikTok. Một số sản phẩm âm nhạc khác của các ca sĩ như Phí Phương Anh, Bình Gold, B Ray, Torai9,... hay rất nhiều MV gắn mác 16+, 18+ cũng bị chỉ trích thời gian gần đây vì âm nhạc bản chất vốn đẹp giờ đây đã bị biến thành "vũ khí" để chửi bới, lăng mạ, công kích cá nhân.

## One-hit wonder
Mặc dù đã có sự hậu thuẫn và đạt được nhiều thành công trước đó, nhưng nhiều nghệ sĩ V-pop dần trở nên kém nổi tiếng về sau và không vượt qua được sự thành công trước đó của mình và dần bị gắn mác là "one-hit wonder". Như Quách Thành Danh, anh đã rất nổi tiếng với bản hit "Tôi là tôi" nhưng những sản phẩm sau này đều không đạt được sự thành công nào hết, kể cả khi ra mắt thêm "Tôi là tôi 2". Hay như trường hợp khác là Orange, sau khi phát hành "Người lạ ơi!" cô đã trở nên nổi tiếng nhưng những ca khúc về sau của cô mặc dù đạt được sự chú ý ban đầu nhưng đều bị hạ nhiệt nhanh chóng. Một số nghệ sĩ khác có thể kể tên là Vĩnh Thuyên Kim với "Teen vọng cổ", Kai Đinh với "Điều buồn nhất", Yanbi với "Thu cuối", Khánh Phương với "Chiếc khăn gió ấm", Nhật Tinh Anh với "Vầng trăng khóc".